# 조모 (위나라)

위 후폐제 조모(魏 後廢帝 曹髦, 241년 ~ 260년)는 중국 삼국 시대 위나라의 제4대 황제(재위 : 254년~260년)로, 자는 언사(彦士)이다. 명제의 이복 동생이기도 한 동해정왕의 아들로, 정권을 장악한 사마씨 일당에 반발하다가 시해되었다. 황제가 되기 전에는 고귀향공(高貴鄕公)이었다.

## 생애
254년, 조방(曹芳)이 폐위되자 위 무제(魏武帝) 조조(曹操)의 아들인 팽성왕(彭城王) 조거(曹據)와 함께 황제 후보에 올랐고, 조방보다 족보상 서열이 낮은 조모가 황제에 즉위했으며 255년 황후를 간택하였다.
총명하고 재능이 빼어나 많은 사람들의 기대를 모았으나, 사마사(司馬師)에 이어 사마소(司馬昭)가 정권을 장악하였으므로 정치에 나서지 못했다. 태조(조조) 가 어떠했는지 늘 물어보곤 하였고, 늘 태조(조조)를 존경하면서 자신을 부끄러워하였다.
사마씨의 횡포가 심해지자 제갈량(諸葛亮)의 일족인 사공(司空) 제갈탄(諸葛誕)이 요충지인 수춘(壽春)에서 반란을 일으키고, 오나라의 권신 손침(孫綝)이 이를 지원하는 등 국내외로 혼란이 있었다.
이런 때에 조모는 잠룡시(濳龍詩)를 쓰며 사마씨의 권력을 비판하였고 조모는 시중 왕침, 상서 왕경, 산기상시 왕업을 불러 상의해 궁중의 숙위, 창두, 관동 300명을 모아 사마소를 치려 하지만 운룡문 앞에서 사마소의 심복 가충(賈充), 성쉬, 성제의 습격을 받고 성제의 창에 찔려 죽었다.
사후 사마소에 의해 조환(曹奐)이 다음 황제로 옹립되고 사마소는 성쉬와 성제, 왕경에게 죄를 뒤집어씌워 처형했다.

## 기년
| 후폐제      | 원년            | 2년        | 3년                 | 4년        | 5년        | 6년        | 7년        |
| ----------- | --------------- | ---------- | ------------------- | ---------- | ---------- | ---------- | ---------- |
| 서력 (西曆) | 254년           | 255년      | 256년               | 257년      | 258년      | 259년      | 260년      |
| 간지 (干支) | 갑술(甲戌)      | 을해(乙亥) | 병자(丙子)          | 정축(丁丑) | 무인(戊寅) | 기묘(己卯) | 경진(庚辰) |
| 연호 (年號) | 정원(正元) 원년 | 2년        | 3년 감로(甘露) 원년 | 2년        | 3년        | 4년        | 5년        |

## 같이 보기
- 삼국지 인물 목록
- 중국의 군주 목록